# Rádul
Rádul (ucraniano: Ра́дуль) es una localidad rural de Ucrania, constituida administrativamente como una pedanía del municipio de Ripky, en el raión de Chernígov de la óblast de Chernígov.
En 2022, la localidad tenía una población de 444 habitantes. Actualmente está clasificada como sélyshche, pero hasta 2023 tuvo estatus de asentamiento de tipo urbano y durante varios siglos fue una localidad importante que llegó a tener varios miles de habitantes. Hasta la reforma territorial de 2020 tenía su propio ayuntamiento en el raión de Ripky. El ayuntamiento de Rádul incluía como pedanías a Korchevya, Lopatní, Novosilky y Perédil.
Se ubica unos 25 km al oeste de Ripky, junto a la frontera con Bielorrusia marcada por el río Dniéper.

## Historia
Se conoce su existencia desde el siglo XVI, cuando era una pequeña propiedad de los boyardos Zaretski-Zenkovich en el starostwo de Liúbech de la República de las Dos Naciones. La primera documentación clara sobre el territorio data la escritura de confirmación de dicha propiedad otorgada en 1568 por Segismundo II Augusto Jagellón, aunque por la documentación y restos arqueológicos se deduce que el pueblo podría remontarse al siglo XIV. En 1621, Segismundo III Vasa concedió varios privilegios al pueblo, por sus méritos militares en la vigilancia del río Dniéper durante la guerra contra Rusia. A partir de la segunda mitad del siglo XVII, tras la rebelión de Jmelnitski, se refundó como una slobodá habitada por viejos creyentes llegados desde diversos lugares del Zarato ruso, principalmente de la actual óblast de Kursk. Se desarrolló además como un puesto de guardia fronteriza, en la que los cosacos del regimiento de Chernígov vigilaban la frontera con los polaco-lituanos marcada por el Dniéper.
En la primera mitad del siglo XX seguía siendo uno de los principales centros culturales de los viejos creyentes en Ucrania. La localidad llegó a tener en esa época casi cinco mil habitantes y la RSS de Ucrania la clasificó en 1924 como asentamiento de tipo urbano. Sin embargo, su ubicación en un área fluvial de difícil acceso llevó a que las autoridades soviéticas evitaran hacer pasar por aquí las carreteras importantes de la zona, quedando en una situación de aislamiento geográfico. Como consecuencia de ello, sufrió un fortísimo éxodo rural y en el momento de la disolución de la Unión Soviética quedaban aquí poco más de mil habitantes. El aislamiento geográfico ha permitido conservar la cultura de los viejos creyentes, hasta el punto de que en el censo de 2001 era una de las pocas localidades de la óblast de Chernígov donde la población hablaba mayoritariamente ruso, lengua del 82,81% de la población de Rádul en dicho censo.